# Senecio billieturneri
Senecio billieturneri là một loài thực vật có hoa trong họ Cúc. Loài này được T.M.Barkley miêu tả khoa học đầu tiên năm 1989.